# شريان منعطف عضدي أمامي
شريان منعطف عضدي أمامي (بالإنجليزية: Anterior humeral circumflex artery)‏‏هو شريان يتفرعُ من شريان إبطي.